# Општина Кисела Вода
Општина Кисела Вода је једна од општина Града Скопља у оквиру Скопског статистичког региона у Северној Македонији. Седиште општине је истоимена четврт Кисела Вода у оквиру Скопља.

## Положај
Општина Кисела Вода налази се у северном делу Северне Македоније. Са других страна налазе се друге општине Северне Македоније:
- север — Општина Центар
- североисток — Општина Аеродром
- југ — Општина Студеничани
- запад — Општина Сопиште
- северозапад — Општина Карпош

## Природне одлике
Рељеф: Општина Кисела Вода налази се у јужном делу Скопског поља, на северним обрноцима планине Водно.
Клима у општини је умереноконтинентална.
Воде: Цело подручје општине је у сливу Вардара.

## Становништво
Општина Кисела Вода имала је по последњем попису из 2002. г. 57.236 ст., од чега у седишту општине 37.146 ст. (65%). Општина је густо насељена, посебно градско подручје.
Национални састав по попису из 2002. године био је:
|           | Број   | Постотак |
| Укупно    | 57.236 | 100%     |
| Македонци | 52.478 | 91,7%    |
| Срби      | 1.426  | 2,5%     |
| Цигани    | 716    | 1,3%     |
| остали    | 2.616  | 4,6%     |

## Насељена места
У општини постоји 4 подручне јединице, 2 у саставу града Скопља као градске четврти, а 2 приградска села:
Четврти града Скопља:
- Кисела Вода
- Драчево-Насеље

Приградска села:
- Драчево-Село
- Усје

## Галерија
- Поглед на Киселу Воду из 1964. године
- Поглед на градски део општине